# Алегени (окръг, Вирджиния)
Окръг Алегени (на английски: Alleghany County) е окръг в щата Вирджиния, Съединени американски щати. Площта му е 1163 km², а населението - 12 926 души (2000). Административен център е град Ковингтън.